# Сент-Аман-Монрон (кантон)
Сент-Ама́н-Монро́н (фр. Saint-Amand-Montrond) — кантон во Франции, находится в регионе Центр, департамент Шер. Входит в состав округа Сент-Аман-Монрон.
Код INSEE кантона — 1822. Всего в кантон Сент-Аман-Монрон входят 13 коммун, из них главной коммуной является Сент-Аман-Монрон.

## Коммуны кантона
| Коммуна          | Население, чел. (1999) | Почтовый индекс | Код INSEE |
| ---------------- | ---------------------- | --------------- | --------- |
| Брюэр-Аллишан    | 573                    | 18200           | 18038     |
| Бузе             | 254                    | 18200           | 18034     |
| Древан           | 610                    | 18200           | 18086     |
| Коломбье         | 356                    | 18200           | 18069     |
| Ла-Грут          | 103                    | 18200           | 18107     |
| Ла-Сель          | 328                    | 18200           | 18042     |
| Марсе            | 324                    | 18170           | 18136     |
| Мейан            | 792                    | 18200           | 18142     |
| Нозьер           | 231                    | 18200           | 18169     |
| Орваль           | 1997                   | 18200           | 18172     |
| Орсне            | 288                    | 18200           | 18171     |
| Сент-Аман-Монрон | 11 447                 | 18200           | 18197     |
| Фарж-Аллишан     | 214                    | 18200           | 18091     |

## Население
Население кантона на 1999 год составляло 17 517 человек.
| 1962   | 1968   | 1975   | 1982   | 1990   | 1999   | 2006 | 2007 |
| ------ | ------ | ------ | ------ | ------ | ------ | ---- | ---- |
| 15 680 | 16 809 | 17 805 | 18 111 | 17 919 | 17 517 | -    | -    |